# Гармонія (фільм)
«Гармонія» (рос. «Гармония») — радянський художній фільм 1977 року режисера  Віктора Живолуба, знятий на Свердловській кіностудії. Виробнича драма за оригінальним сценарієм Олександра Горохова.

## Сюжет
Виробнича комісія відхилила дослідний зразок нового серійного трактора. Створено три групи, які в короткий термін повинні представити свої варіанти прототипу майбутньої машини. Досвідчений дизайнер Герман Бакланов весь час конфліктує з керівництвом конструкторського бюро. За результатами опитування експлуатантів, він дістав уявлення про характерні конструктивні недоліки використовуваної техніки і мріє створити сучасний трактор, на якому буде зручно і приємно працювати. Його конкуренти, групи Баранової і Харіна, пішли більш простим шляхом незначних доопрацювань базової моделі.
У конкурсі, завдяки принциповому втручанню начальника КБ Флягіна, перемогла талановита й гармонійна робота Бакланова-Нєвєрової. Її визнали перспективною, але вона вимагає значного оновлення наявного на заводі обладнання. З огляду на реальні економічні умови, директор запропонував у виробництво трактор Харіна. Начальник КБ Флягін обіцяв боротися за модель Бакланова. В останніх кадрах фільму показаний в роботі трактор Бакланова…

## У ролях
- Юрій Каморний —  Герман Олексійович Бакланов
- Михайло Глузський —  Іван Борисович Флягін, начальник КБ
- Антоніна Лефтій —  Людмила Нєвєрова, інженер-конструктор
- Андрій Праченко —  Віктор Алфімов, молодий фахівець
- Ніна Гребешкова —  Баранова Лариса Павлівна, заст. начальника КБ
- Володимир Січкар —  Геннадій Харін, учень Флягіна
- Анатолій Соловйов —  Кротов, директор заводу
- Ольга Гудкова —  Ольга Нєвєрова, сестра Людмили
- Валентин Грудінін —  тракторист
- Володимир Кадочников —  експерт-економіст на конкурсі тракторів
- Олександр Бєліна —  епізод
- Віктор Демерташ —  епізод
- Галина Умпелєва —  епізод

## Знімальна група
- Сценарист:  Олександр Горохов
- Режисер: Віктор Живолуб
- Оператор: Геннадій Трубников
- Композитор:  Геннадій Подєльский
- Художники: І. Грачова (по костюмах), І. Колесникова (по гриму)